# Тіт Флавій Лонгін Квінт Марцій Турбон
Тіт Флавій Лонгін Квінт Марцій Турбон (лат. Titus Flavius Longinus Quintus Marcius Turbo; близько 112 — після 156) — державний і військовий діяч Римської імперії, консул-суффект 149 року.

## Життєпис
Походив з роду Флавіїв Лонгінів з Дакії. Син Тіта Флавія Лонгіна, декуріона м. Сармізегетузи (столиці провінції Дакія). Був всиновлений Квінтом Марцієм Турбоном, префектом преторія. Завдяки останньому зробив гарну кар'єру. Очолював I когорту германців у провінції Верхня Германія. Згодом служив у провінції Нижня Мезія. 137 році став квестором.
Згодом обіймав посаду едила, приблизно у 142 році став претором. З 143 до 146 року очолював I Допоміжний легіон у мініціпії Брігетіо (Дунайський лімес, Паннонія). У 146–149 роках як імператорський легат-пропретор керував провінцією Лугдунська Галлія.
У 149 році став консулом-суффектом. У 151 році його призначено куратором громадських робіт. З 153 до 156 року як імператорський легат-пропретор керував провінцією Нижня Мезія. Про подальшу долю немає відомостей.